# Thammathibet
Chaofa Thammathibet (thailändisch เจ้าฟ้าธรรมธิเบศร, auch Chaofa Kung Rattanakawi oder Goong; * im 18. Jahrhundert; † 1756 in Ayutthaya) war seit 1732/33 Maha Uparat („Vizekönig“) des Königreichs Ayutthaya, doch ist er weitaus mehr bekannt als einer von Thailands wichtigsten Dichtern. Zudem hat er die Musik für die Königliche Barkenprozession geschaffen.

## Leben
Prinz Thammathibet war der älteste Sohn von König Borommakot (reg. 1733 bis 1758) und der Königin Phra Phan.
In seinen poetischen Werken, die wegen ihrer lyrischen Sprache gelobt werden, beschreibt Thammathibet die Schönheit der Königlichen Barkenprozession, wobei er die Arbeiten der Ruderer, die einzelnen Boote und den Anblick der gesamten Prozessionsflotte anschaulich macht. Auch die Natur, Pflanzen- wie Tierwelt, sind Themen seiner Dichtungen. Häufig befasst er sich mit der Schönheit der Frauen. Dieses letzte Thema wird ihm schließlich im wirklichen Leben zum Verhängnis.
Thammathibet und sein Halbbruder Chao Sakaeo (Prinz Sunthon Thep) hatten eine Auseinandersetzung um einen Elefanten, der diesen übermäßig pomphaft ausgestattet hatte lassen. Im April 1756, so wird berichtet, belagerte er den Palast seines Halbbruders und verbot jeglichen Zutritt oder Ausgang. Dennoch konnte Chao Sakaeo mit seinen Söhnen in den Palast des Königs gelangen und dort seine Klagen vorbringen. Der König war völlig überrascht von diesen Auseinandersetzungen. Zudem eilte Thammathibet in den Königspalast, um seinen Opponenten zu stellen. Doch gab man ihm keinen Zutritt, und so kehrte er in seinen eigenen Palast zurück.
Später wurde er vor seinen Vater zitiert, der ihn nach dem Grund für sein großspuriges Auftreten fragte, und warum er sich eine derartige Autorität anmaßte. Thammathibet schwieg beharrlich, was den König nur noch mehr aufbrachte. Er ließ seinen Sohn ins Gefängnis stecken. In einer Einzelzelle wurde Thammathibet angekettet, niemand durfte zu ihm. In der Zwischenzeit nahmen die Anschuldigungen gegen ihn zu. König Borommakot beauftragte Chao Sakaeo und Chao Krommun Poon zusammen mit Okya Chakri und dem Phraklang mit der Befragung des Gefangenen, eine Wahl, die nichts Gutes verhieß. Thammathibet sagte nicht aus und wurde daraufhin zweimal mit zwanzig Hieben bestraft, anschließend wurden seine Fußsohlen gebrannt.
Seine wichtigsten Ratgeber wurden ebenfalls gefangen gesetzt und "befragt". Sie gestanden viele Dinge: Thammathibet hatte Kopien der Schlüssel zu den Kammern des Königs, der Königin und der königlichen Konkubinen anfertigen lassen. So konnte er sich des Nachts Zutritt zu den Räumen verschaffen. Außerdem hatten seine Anhänger Waffen gekauft und versteckt, die im rechten Augenblick verwendet werden sollten. Und schließlich gestanden sie, dass Thammathibet für den Tod mehrerer Mönche und die Verstümmelung einiger seiner Untergebener verantwortlich war. Daraufhin verfügte der König fünfzig weitere Hiebe.

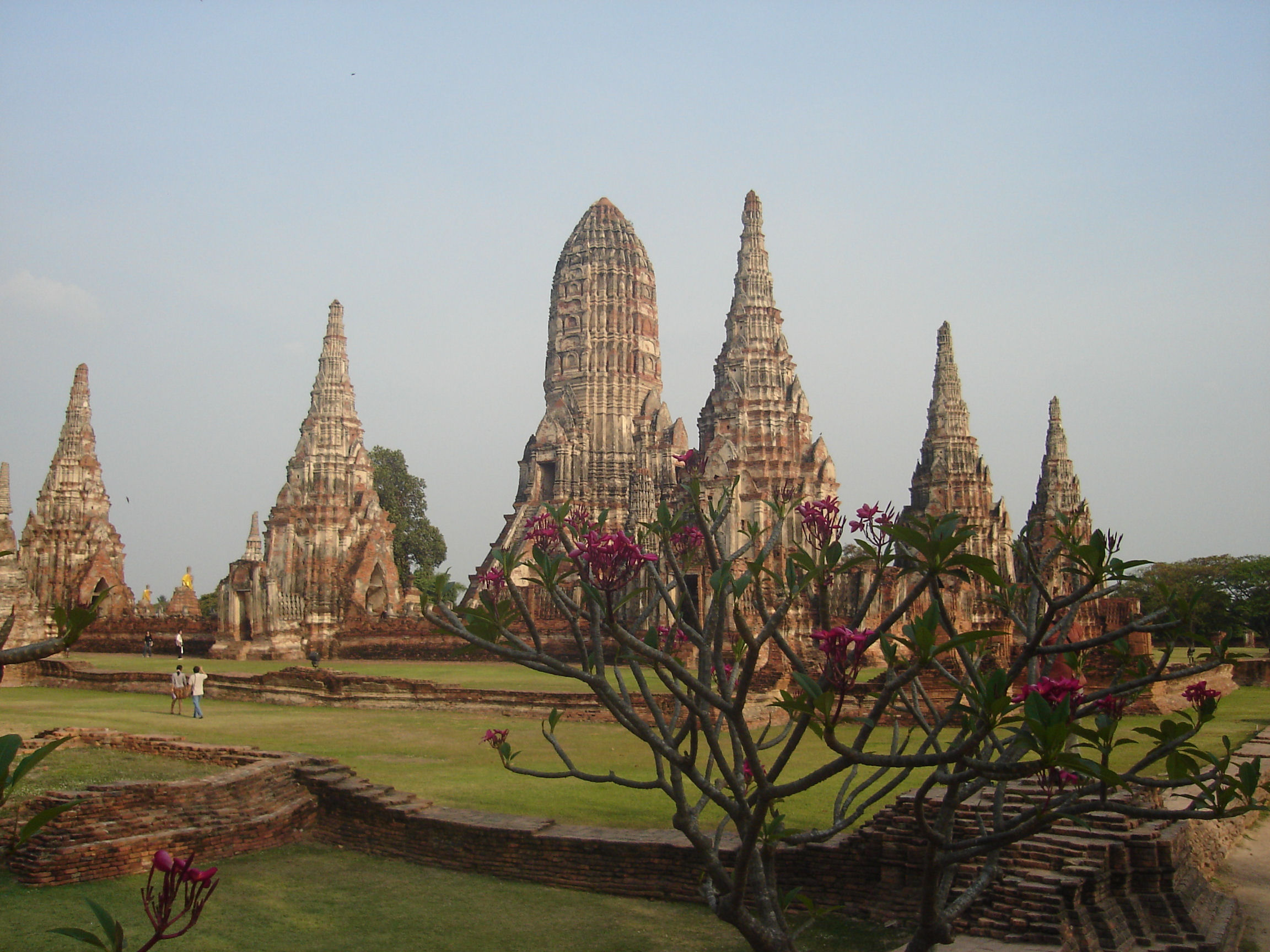
Der Wat Chai Watthanaram, in dem die Überreste von Thammathibet liegen

Während der weiteren Verhöre gestand Thammathibet, dass er vier der zahlreichen königlichen Konkubinen besucht und geplant habe, den König (seinen Vater) und dessen Familie zu ermorden und die Macht in Ayutthaya an sich zu reißen. Erzürnt gab der König den Befehl, Thammathibet fünfzig weitere Hiebe zu versetzen und seine Stirn, Arme und Beine zu brennen. Im Zuge dieser Folter starben Thammathibet, die vier Konkubinen und einige höhere Ratgeber des Prinzen.
Prinz Thammathibet wurde im Wat Chai Watthanaram in Ayutthaya zusammen mit Chao Fa Nim, der ersten Konkubine seines Vaters, und Chao Sangwan gemäß buddhistischem Ritus eingeäschert.

## Werke
Die Ruderlieder (Kap He Ruea, กาพย์เห่เรือ) und die Nirat-Dichtungen werden noch heute an thailändischen Schulen gelesen.
- He Kaki (บทเห่เรื่องกากี 3 ตอน)
- He Sangwat (บทเห่สังวาส)
- He Kruan Labot (เห่ครวญอย่างละบท)
- Kap Ho Khlong (กาพย์ห่อโคลง)
- Nirat Thansok (นิราศธารโศก)
- Nirat Than Thongdaeng (นิราศธารทองแดง)
- Lilit Nanthopananthasutra Kham Luang (นันโทปนันทสูตรคำหลวง)
- Lilit Phra Malai Kham Luang (พระมาลัยคำหลวง)